# The Wylde Mammoths
Gli Wylde Mammoths furono un gruppo musicale garage rock svedese nato a Stoccolma nella metà degli anni '80 e fu parte della scena che includeva The Stomachmouths, High Speed V, Crimson Shadows e The Creeps.

## Storia degli Wylde Mammoths
Gli Wylde Mammoths nacquero a Stoccolma nella prima metà degli anni '80 ad opera dei fratelli Johan e Peter Maniette, precedentemente membri dei Crimson Shadows, ai quali si unirono Per Wannerberg (chitarra) e Patrick Emt (basso). Nel 1986 vengono ingaggiati Tim Warren dell'etichetta statunitense Crypt Records e registrarono il loro primo album negli scantinati di casa Maniette. L'album, che uscì nel 1987 si intitolava Go Baby Go e conteneva quasi tutti brani originali ispirati in modo quasi filologico al '60s Garage americano, conteneva anche gli scherzosi ringraziamenti ad Ove ed Ingrid "per gestire i nostri rumori che vengono dalla cantina". L'unica cover presente nel disco era poi I Never Loved Her degli Starfire, band semisconosciuta presente nel volume 8 delle compilazioni dal titolo Pebbles della AIP Records.
Nel 1988 sempre per la Crypt Records uscì il loro secondo album dal titolo Things That Matter.

## Discografia

### Album
- 1987 - Go Baby Go!! (Crypt Records) 1987
- 1988 - Things That Matter (Crypt Records) 1988

### Singles ed EP
- 1986 - Four Wolly Giants EP (Mystery Scene Records) 1986
- 1987 - Help That Girl EP (Crypt Records) 1987
- 1988 - I Can't Go Without You/Deep Down In Misery (Splendid magazine 3 flexi) 1988
- 1990 - Before I's Too Late/I Can't Win (Unique Records) 1990
- 1994 - You Gotta Go EP (Misty Lane Records) 1994

### Compilazioni
- 1989 - 60-tals Popjubileum - Live at Tyrol (New Music Records) 1989
- 1996 - Roots of Swedish pop - The garage days vol 2 (Uppers Records) 1996